# Carlo Fusco
Carlo Fusco (Potenza, 26 settembre 1977) è un regista, produttore cinematografico e sceneggiatore italiano.

## Biografia
Nato il 26 settembre 1977 si diploma a Potenza come ragioniere. Si trasferisce a Roma dove si diploma in regia studiando con Domenico D'Alessandria. Come attore debutta nella terza stagione della soap opera Incantesimo. 
Nel 2010 firma la regia del film Prigioniero di un segreto. Dirige successivamente Pochi giorni per capire, opera incentrata sulla pedofilia. 
Nel 2012 produce e dirige il lungometraggio girato in Sicilia, intitolato Vento di Sicilia con star hollywoodiani quali John Savage, Danny Glover, Michael Madsen, Steven Bauer, Hal Yamanouchi, Luigi Maria Buruano. Nel 2015 dirige il lungometraggio Kidnapped in Romania con Michael Madsen, Paul Sorvino e Yoon C. Joyce. Sempre nel 2015 dirige il lungometraggio The Slider, con Ieva Lykos, Bruce Davison, Tom Sizemore, Hal Yamanouchi e Daryl Hannah. , Nel 2021 diventa socio fonfdatore di WeShort nella posizione di COO
Nel 2016 produce un documentario su Salvatore Giuliano dal titolo Il padrino del bandito Giuliano , scritto e diretto da Ieva Lykos.

## Filmografia

### Regista
- Storie di città - cortometraggio (1999)
- L'isola delle rose, co-regia con Gianluca Pepi (2000)
- La straniera (2005)
- Lucania storia infinita (2006)
- Una roccia spezzata (2007)
- Viaggio in Romania, Moldavia e Ucraina - documentario (2007)
- Pochi giorni per capire (2009)
- Prigioniero di un segreto (2010)
- Vento di Sicilia (Sins Expiation) (2012)
- Kidnapped in Romania (2015)
- The Slider (2017)
- Paradise Valley (2018)
- Dirty Fears (2020)
- The Final Code (2020)
- L'espulsore (2023)
- Alcol (2024)
- Il valore della vita    (2025)

### Produttore
- L'isola delle rose, anche co-regia con Gianluca Pepi (2000)
- Lucania storia infinita, anche regia (2006)
- Vento di Sicilia (Sins Expiation), anche regia (2012)
- Kidnapped in Romania, anche regia (2015)
- Il padrino del bandito Giuliano, regia di Ieva Lykos[2] - documentario (2016)
- The Slider, anche regia (2017)

### Attore
- Incantesimo 3 - serie TV (2000)
- Il momento migliore, regia di Arturo Ursumundo - cortometraggio (2000)